# Darcy-Weisbachs ekvation
Darcy-Weisbachs ekvation är en generell ekvation för beräkning av strömningsförluster och flöden vid framförallt stationär rörströmning i raka rör. Ekvationen är uppkallad efter Henry Darcy och Julius Weisbach. 
Genom att anpassa friktionstalet (λ) för olika strömningsförhållanden i Moody-diagrammet, får Darcy-Weisbachs ekvation ett mycket brett tillämpningsområde inom rörströmningen. Darcy-Weisbachs ekvation brukar dels skrivas i en allmän form, dels i en form anpassad för cirkulärt fullgående ledningar.

## Vid beräkning av höjdförlust
{\displaystyle h_{f}={\dfrac {\lambda \cdot L\cdot v^{2}}{8\cdot R_{h}\cdot g}}} Allmän form
{\displaystyle h_{f}=\left({\dfrac {\lambda \cdot L}{d}}+\Sigma k_{t}\right)\cdot {\dfrac {v^{2}}{2\cdot g}}} För cirkulärt fullgående ledningar
där 
- hf = Strömningsförlust (mVp)
- λ = Friktionstal (-)
- L = Sektionens eller rörets längd (m)
- d = Rörets innerdiameter (m)
- kt = Motståndskoefficient (-)
- v = Medelhastighet (m/s)
- Rh = Hydraulisk radie (m)
- g = Tyngdacceleration (9,82 m/s²)

## Vid beräkning av flödeshastigheter
{\displaystyle v={\sqrt {\dfrac {8\cdot g\cdot R_{h}\cdot I}{\lambda }}}} Allmän formel
{\displaystyle v={\sqrt {\dfrac {2\cdot g\cdot d\cdot I}{\lambda }}}} För cirulärt fullgående ledningar
där
- v = Medelhastighet (m/s)
- g = Tyngdacceleration (9,82 m/s²)
- Rh = Hydraulisk radie (m)
- I = Fall (-)
- λ = Friktionstal (-)
- d = Rörets innerdiameter (m)

## Vid flödesberäkning
{\displaystyle Q=A\cdot {\sqrt {\dfrac {8\cdot g\cdot R_{h}\cdot I}{\lambda }}}} Allmän form
{\displaystyle Q={\dfrac {\pi \cdot d^{2}}{4}}\cdot {\sqrt {\dfrac {2\cdot g\cdot d\cdot I}{\lambda }}}} För cirulärt fullgående ledningar
där
- Q = Flöde (m³/s)
- A = Våt tvärsnittsarea (m²)
- g = Tyngdacceleration (9,82 m/s²)
- Rh = Hydraulisk radie (m)
- I = Fall (-)
- λ = Friktionstal (-)
- π = Matematisk konstant (3,14159...)
- d = Rörets innerdiameter (m)